# Saint-Maclou-de-Folleville
Saint-Maclou-de-Folleville est une commune française située dans le département de la Seine-Maritime en région Normandie.

## Géographie

### Description

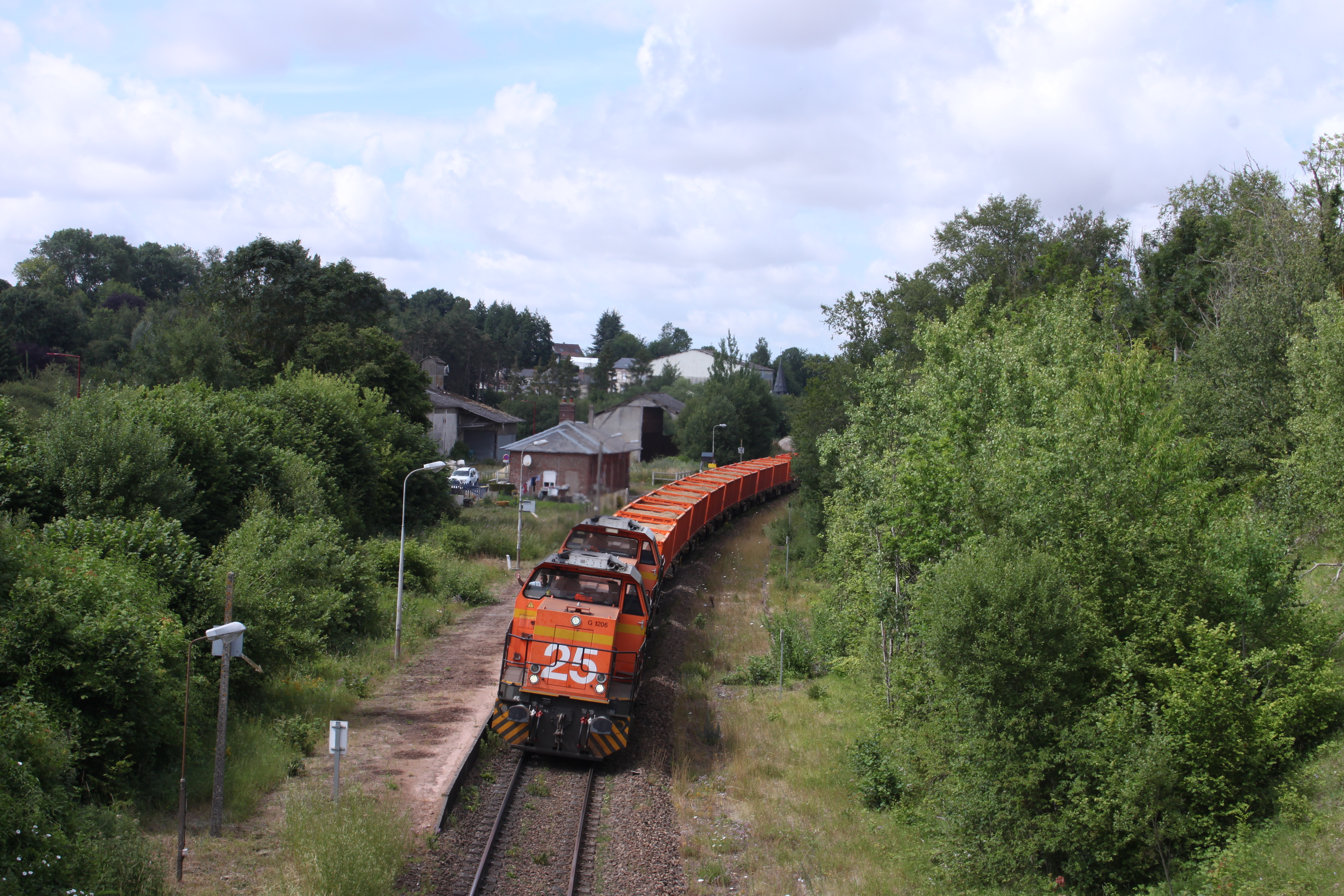
Gare de Saint-Victor.

La commune est proche du parc naturel régional des Boucles de la Seine normande.

### Communes limitrophes
Entouré par les communes de Saint-Victor-l'Abbaye, Vassonville et Fresnay-le-Long, Saint-Maclou-de-Folleville est situé à 1 km au nord-ouest de Saint-Victor-l'Abbaye la plus grande ville à proximité. 
| Vassonville            | Saint-Denis-sur-Scie       | Montreuil-en-Caux     |
| Tôtes                  | Saint-Maclou-de-Folleville |                       |
| Varneville-Bretteville | Fresnay-le-Long            | Saint-Victor-l'Abbaye |

### Hydrographie
La commune est située dans le bassin Seine-Normandie. Elle est drainée par la Scie,.
La Scie s'écoule du sud vers le nord sur le territoire communal. D'une longueur de 38 km, elle prend sa source dans la commune d'Étaimpuis et se jette  dans la Manche à Hautot-sur-Mer, après avoir traversé 20 communes.

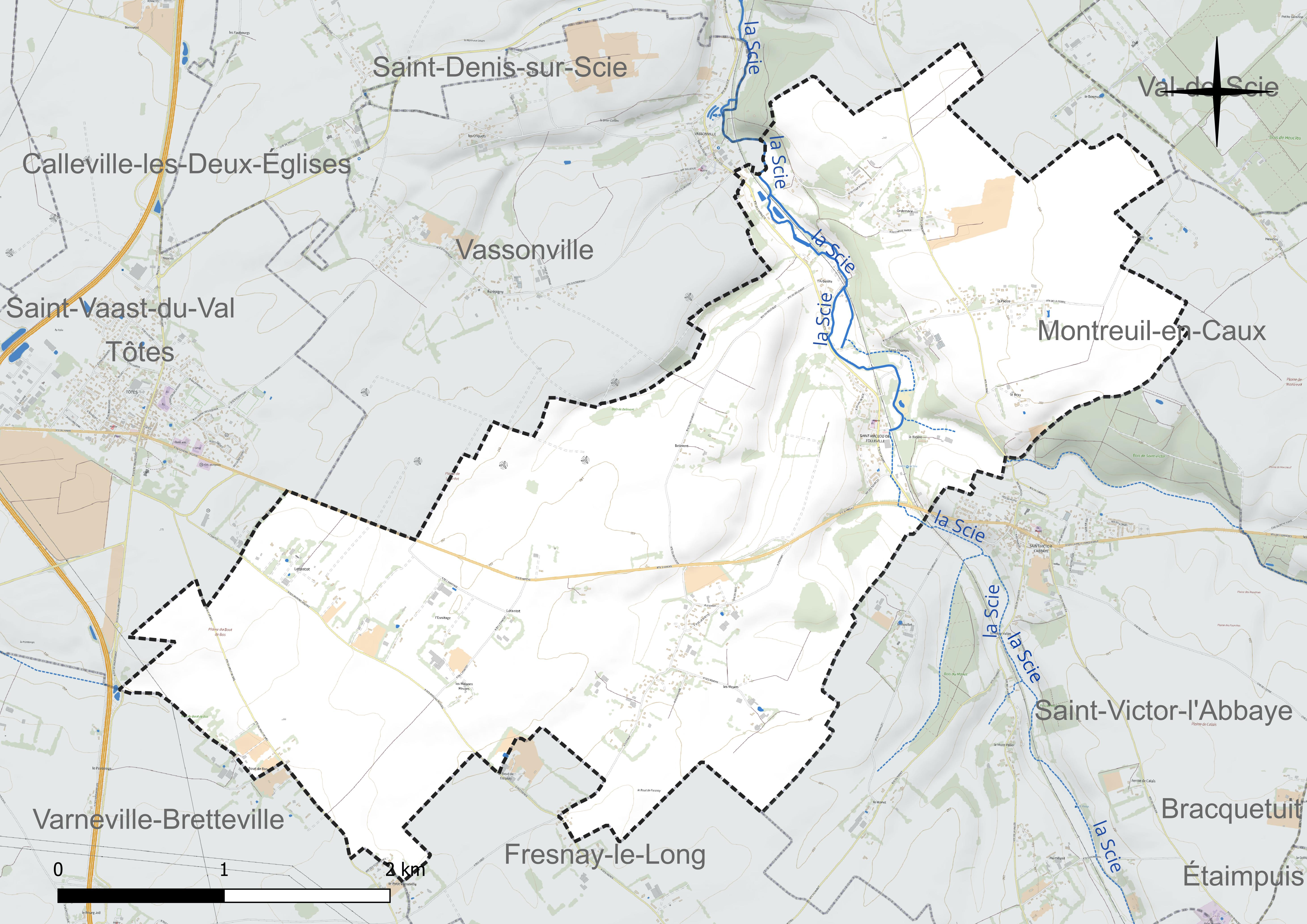
Réseau hydrographique de Saint-Maclou-de-Folleville.

### Climat
Pour des articles plus généraux, voir Climat de la Normandie et Climat de la Seine-Maritime.
En 2010, le climat de la commune est de type climat océanique altéré, selon une étude du CNRS s'appuyant sur une série de données couvrant la période 1971-2000. En 2020, Météo-France publie une typologie des climats de la France métropolitaine dans laquelle la commune est exposée à un climat océanique et est dans la région climatique Côtes de la Manche orientale, caractérisée par un faible ensoleillement (1 550 h/an) ; forte humidité de l’air (plus de 20 h/jour avec humidité relative > 80 % en hiver), vents forts fréquents. Parallèlement le GIEC normand, un groupe régional d’experts sur le climat, différencie quant à lui, dans une étude de 2020, trois grands types de climats pour la région Normandie, nuancés à une échelle plus fine par les facteurs géographiques locaux. La commune est, selon ce zonage, exposée à un « climat maritime », correspondant au Pays de Caux, frais, humide et pluvieux, légèrement plus frais que dans le Cotentin.
Pour la période 1971-2000, la température annuelle moyenne est de 10,3 °C, avec une amplitude thermique annuelle de 13,9 °C. Le cumul annuel moyen de précipitations est de 920 mm, avec 13,3 jours de précipitations en janvier et 8,5 jours en juillet. Pour la période 1991-2020, la température moyenne annuelle observée sur la station météorologique la plus proche, située sur la commune d'Ectot-lès-Baons à 22 km à vol d'oiseau, est de 10,8 °C et le cumul annuel moyen de précipitations est de 905,5 mm,. Pour l'avenir, les paramètres climatiques de la commune estimés pour 2050 selon différents scénarios d'émission de gaz à effet de serre sont consultables sur un site dédié publié par Météo-France en novembre 2022.

## Urbanisme

### Typologie
Au 1er janvier 2024, Saint-Maclou-de-Folleville est catégorisée commune rurale à habitat dispersé, selon la nouvelle grille communale de densité à sept niveaux définie par l'Insee en 2022.
Elle est située hors unité urbaine. Par ailleurs la commune fait partie de l'aire d'attraction de Rouen, dont elle est une commune de la couronne,. Cette aire, qui regroupe 317 communes, est catégorisée dans les aires de 200 000 à moins de 700 000 habitants,.

### Occupation des sols
L'occupation des sols de la commune, telle qu'elle ressort de la base de données européenne d’occupation biophysique des sols Corine Land Cover (CLC), est marquée par l'importance des territoires agricoles (99 % en 2018), une proportion identique à celle de 1990 (99 %). La répartition détaillée en 2018 est la suivante : 
terres arables (67 %), prairies (30 %), zones agricoles hétérogènes (2 %), zones urbanisées (1 %). L'évolution de l’occupation des sols de la commune et de ses infrastructures peut être observée sur les différentes représentations cartographiques du territoire : la carte de Cassini (XVIIIe siècle), la carte d'état-major (1820-1866) et les cartes ou photos aériennes de l'IGN pour la période actuelle (1950 à aujourd'hui).

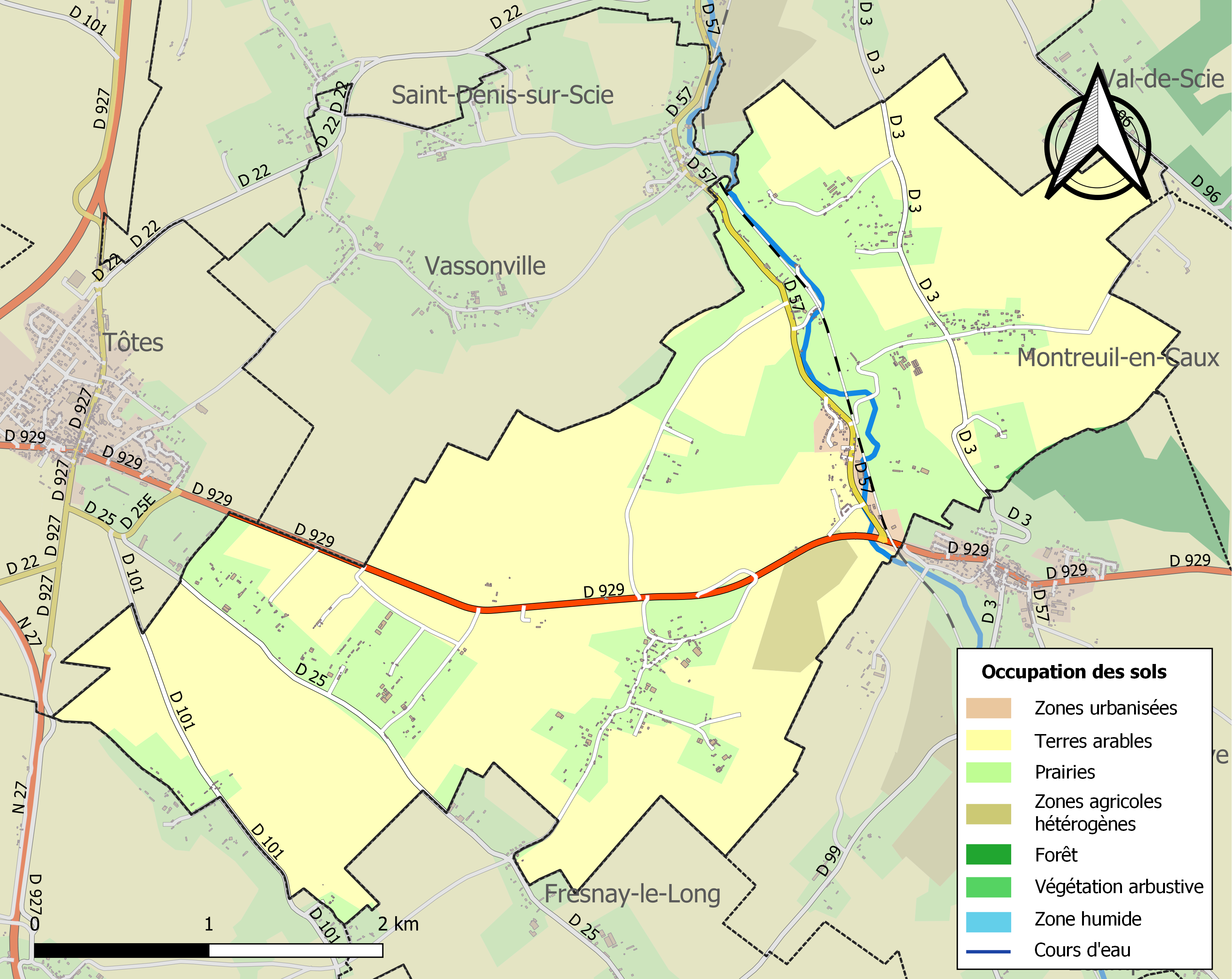
Carte des infrastructures et de l'occupation des sols de la commune en 2018 (CLC).

## Toponymie
Le nom de la localité est attesté sous les formes Ecclesie Sancti Machuti en 1137 et vers 1173, Ecclesie Sancti Machuti de Fatuavilla en 1175, Ecclesie Sancti Macuti de Follevilla en 1179, Ecclesia de Folevilla vers 1240, In parrochia de Folleville en 1262, Folevilla en 1319 et 1337, Folleville en 1431, Saint Maclou de Folleville en 1675,.
Saint Maclou est un hagiotoponyme constitué du terme d'oïl saint et de l'hagionyme Maclovius.

## Politique et administration
| Période                                  | Période                    | Identité        | Étiquette | Qualité                                                                                |
| ---------------------------------------- | -------------------------- | --------------- | --------- | -------------------------------------------------------------------------------------- |
| Les données manquantes sont à compléter. |                            |                 |           |                                                                                        |
| 1835                                     |                            | Charles Durieu  |           |                                                                                        |
| Les données manquantes sont à compléter. |                            |                 |           |                                                                                        |
|                                          | 1994                       | André Sanson    |           | Décédé en fonction                                                                     |
| 1994                                     | 2014                       | Michel Bosselin |           |                                                                                        |
| 2014                                     | En cours (au 10 août 2020) | Benoît Follain  |           | Vice-président de la CC des Trois Rivières (2014→ 2016) Réélu pour le mandat 2020-2026 |

## Démographie
L'évolution du nombre d'habitants est connue à travers les recensements de la population effectués dans la commune depuis 1793. Pour les communes de moins de 10 000 habitants, une enquête de recensement portant sur toute la population est réalisée tous les cinq ans, les populations de référence des années intermédiaires étant quant à elles estimées par interpolation ou extrapolation. Pour la commune, le premier recensement exhaustif entrant dans le cadre du nouveau dispositif a été réalisé en 2007.

En 2022, la commune comptait 609 habitants, en évolution de −4,69 % par rapport à 2016 (Seine-Maritime : +0,35 %, France hors Mayotte : +2,11 %).
| 1793 | 1800 | 1806 | 1821 | 1831 | 1836 | 1841 | 1846 | 1851 |
| ---- | ---- | ---- | ---- | ---- | ---- | ---- | ---- | ---- |
| 471  | 537  | 544  | 583  | 738  | 799  | 765  | 708  | 736  |

| 1856 | 1861 | 1866 | 1872 | 1876 | 1881 | 1886 | 1891 | 1896 |
| ---- | ---- | ---- | ---- | ---- | ---- | ---- | ---- | ---- |
| 656  | 685  | 660  | 612  | 620  | 633  | 630  | 637  | 611  |

| 1901 | 1906 | 1911 | 1921 | 1926 | 1931 | 1936 | 1946 | 1954 |
| ---- | ---- | ---- | ---- | ---- | ---- | ---- | ---- | ---- |
| 563  | 582  | 587  | 478  | 482  | 501  | 528  | 568  | 523  |

| 1962 | 1968 | 1975 | 1982 | 1990 | 1999 | 2006 | 2007 | 2012 |
| ---- | ---- | ---- | ---- | ---- | ---- | ---- | ---- | ---- |
| 492  | 450  | 435  | 464  | 506  | 515  | 540  | 543  | 623  |

| 2017 | 2022 | - | - | - | - | - | - | - |
| ---- | ---- | - | - | - | - | - | - | - |
| 632  | 609  | - | - | - | - | - | - | - |

## Culture locale et patrimoine

### Lieux et monuments
- Église Saint-Maclou.

### Personnalités liées à la commune
Achille Cléophas Flaubert y possédait une ferme.

### Héraldique
| Blason de Saint-Maclou-de-Folleville | Blason  | D'argent au moulin à eau du lieu au naturel adextré d’un arbre du même, le tout brochant sur une divise alésée et aiguisée d'une onde et demie d'azur ; au chef d'azur chargé d'un écusson cousu de gueules à deux léopards d'or, armé et lampassés d'azur, l'un au-dessus de l'autre ; côtoyé de deux lions adossés d'or couronnés de gueules . |
| Blason de Saint-Maclou-de-Folleville | Détails | L'écusson aux deux léopards d'or sur champ de gueules rappelle les armes de la Normandie. |

## Pour approfondir